# 国府町矢野
国府町矢野（こくふちょうやの）は、徳島県徳島市の町名。国府地区に属している。郵便番号は779-3126。

## 地理
徳島市の西部に位置。北は国府町観音寺、東は国府町中、南は国府町延命、西は国府町西矢野と名西郡石井町に接する。鮎喰川左岸に立地。標高10.0〜15.0m。
古代名方郡条理地割がよく残存し、水田を中心とする農村的風景が濃い。西矢野との境には四国八十八箇所霊場第十五番札所の阿波国分寺がある。

## 歴史
古代名方郡にあたり、条理地割がよく残存している。1967年（昭和42年）に名東郡国府町が徳島市に編入し、現在の町名となった。

## 世帯数と人口
2022年（令和4年）9月1日現在の世帯数と人口は以下の通りである。
| 町丁       | 世帯数  | 人口  |
| ---------- | ------- | ----- |
| 国府町矢野 | 323世帯 | 793人 |

## 小・中学校の学区
市立小・中学校に通う場合、学区は以下の通りとなる。
| 番地 | 小学校             | 中学校             |
| ---- | ------------------ | ------------------ |
| 全域 | 徳島市立国府小学校 | 徳島市立国府中学校 |

## 交通

### 道路
一般国道
- 国道192号

都道府県道
- 徳島県道123号神山国府線

### 路線バス
徳島バス
- 矢野
- 八倉比売口
- 国分寺前

## 施設
- 阿波国分寺（四国八十八箇所霊場第十五番札所） - 天平9年聖武天皇が諸国に命じて国分寺を建立、本尊の薬師如来は行基菩薩の作りと伝わる。
- 徳島県立国府支援学校
- 白うめ幼稚園